# Amusement Vision

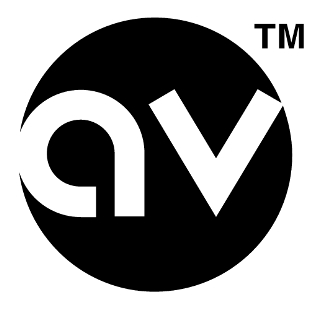
Logomarca da Amusement Vision

Amusement Vision é um ex-estúdio de desenvolvimento de jogos da Sega, conhecida anteriormente como AM4, um de seus jogos mais famosos é o arcade Daytona USA de 1994.
O nome Amusement Vision foi adotado no ano 2000 na divisão da Sega em estúdios independentes. Mas em 1° de julho de 2004, sete dos ex-estúdios internos; Sega Wow, Hitmaker, Smilebit, Sega Rosso, Overworks, United Game Artists e Amusement Vision foram reintegradas à Sega após a fusão da Sega e da Sammy e a formação da Sega Sammy Holdings.

## Jogos

### Jogos desenvolvidos pela AM4
- Daytona USA — (1994) — Arcade (Model 2)
- Daytona USA 2: Battle On The Edge — (1998) — Arcade (Model 3)
- SpikeOut Digital Battle Online — (1998) — Arcade (Model 3)
- Daytona USA 2: Power Edition — (1998) — Arcade (Model 3)
- SpikeOut Final Edition — (1999) — Arcade (Model 3)

### Jogos desenvolvidos pela Amusement Vision
- Virtua NBA — (2000) — Arcade (NAOMI)
- Slash Out — (2000) — Arcade (NAOMI)
- Planet Harriers — (2000) — Arcade (Sega Hikaru)
- Daytona USA 2001 — (2000) — Sega Dreamcast
- Monkey Ball — (2001) — Arcade (NAOMI)
- Spikers Battle — (2001) — Arcade (NAOMI)
- Virtua Striker 3 — (2001) — Arcade (NAOMI 2)
- Super Monkey Ball — (2001) — GameCube
- Virtua Striker 3 ver.2002 / Virtua Striker 2002 — (2002) — GameCube
- Virtua Striker 2002 — (2002) — Arcade (Triforce)
- Super Monkey Ball 2 — (2002) — GameCube
- F-Zero AX — (2003) — Arcade (Triforce)
- F-Zero GX — (2003) — GameCube
- F-Zero AX "Cycraft ver." — (2003) — Arcade (Triforce)
- Super Monkey Ball — (2003) — N-Gage
- Shining Force: Kuroki Ryu no Fukkatsu / Shining Force: Resurrection of the Dark Dragon — (2004) — Game Boy Advance
- Ollie King — (2004) — Arcade (Chihiro)

### Jogos desenvolvidos após a reintegração
- Shining Force Neo — (2005) — PlayStation 2
- Super Monkey Ball Deluxe — (2005) — PlayStation 2
- Super Monkey Ball Deluxe — (2005) — Xbox
- SpikeOut: Battle Street — (2005) — Xbox
- Super Monkey Ball DS / Super Monkey Ball Touch & Roll — (2005) — Nintendo DS
- Ryu Ga Gotoku / Yakuza — (2005) — PlayStation 2
- Shining Road -to the force- — (2005) — Celulares
- Shining Force I Chronicle — (2005) — Celulares
- Shining Force II Chronicle — (2005) — Celulares

### Jogos em desenvolvimento
- Shining Road 2 — (2005) — Celulares
- Shining Wind — (2006) — PlayStation 2
- Shining Force III Chronicle — (2006) — Celulares